# Liste der Baudenkmale in Dassow
- Karte mit allen Koordinaten:
- OSM |
- WikiMap

In der Liste der Baudenkmale in Dassow sind alle denkmalgeschützten Bauten der mecklenburgischen Stadt Dassow und ihrer Ortsteile aufgelistet. Grundlage ist die Veröffentlichung der Denkmalliste des Kreises Nordwestmecklenburg mit dem Stand vom 16. September 2020.

## Baudenkmale nach Ortsteilen

### Dassow
| ID   | Lage                                | Bezeichnung | Beschreibung                                                                                  | Bild                     |
| ---- | ----------------------------------- | --- | --------------------------------------------------------------------------------------------- | ------------------------ |
| 185  | B 105, östlich der Stadt            | Gedenkstein für den polnischen Gefangenen Frantcek Kubik |                                                                                               |                          |
| 186  | B 105 (Karte)                       | Wachturm |                                                                                               | Weitere Bilder           |
| 187  | Bahnhofstraße 6                     | ehem. Empfangsgebäude des Bahnhofs |                                                                                               |                          |
| 188  | Bahnhofstraße/Grevesmühlener Straße | Wiegehäuschen |                                                                                               |                          |
|      | Ernst-Thälmann-Straße 5             | Wohnhaus und Remise |                                                                                               |                          |
| 189  | Ernst-Thälmann-Straße 11            | Wohnhaus |                                                                                               |                          |
| 190  | Ernst-Thälmann-Straße 2/4/6/8/10/12 | Wohnblock (mit Friedensstraße 17/19) |                                                                                               |                          |
| 191  | Ernst-Thälmann-Straße 50            | Wohnhaus |                                                                                               |                          |
| 192  | Ernst-Thälmann-Straße 64            | Wohnhaus |                                                                                               |                          |
| 193  | Ernst-Thälmann-Straße 66            | Wohnhaus |                                                                                               |                          |
| 194  | Ernst-Thälmann-Straße 68            | Wohnhaus |                                                                                               |                          |
| 195  | Friedensstraße 15                   | Wohnhaus |                                                                                               |                          |
| 196  | Friedensstraße 17/19                | Wohnblock (mit Ernst-Thälmann-Straße 2/4/6/8/10/12) |                                                                                               |                          |
| 197  | Friedensstraße 24                   | Wohnhaus |                                                                                               |                          |
| 198  | Friedensstraße 26                   | Wohnhaus |                                                                                               |                          |
| 199  | Friedensstraße 45                   | Wohnhaus |                                                                                               |                          |
| 200  | Friedensstraße 53/55                | Wohnhaus |                                                                                               |                          |
| 201  | Friedensstraße 57                   | Wohnhaus |                                                                                               |                          |
| 202  | Friedensstraße 82                   | Speicher |                                                                                               |                          |
| 204  |                                     | Friedhof mit Grabstätte Hermann Litzendorf und Mausoleum, Kriegerdenkmal 2. Weltkrieg, Grabstätte Bellich (Tumba), 2 Einfriedungen Grabstätte Wischendorf, 4 Tumben Fam. Wollmann/Ohms, 2 Tumben Duve, 4 Tumben Luckmann/Röhler |                                                                                               |                          |
| 205  | Grevesmühlener Straße 10            | Villa |                                                                                               |                          |
| 206  | Grevesmühlener Straße 12            | ehem. Ausspanne m. Nebengebäude |                                                                                               |                          |
| 207  | Grevesmühlener Straße 13            | Villa |                                                                                               |                          |
| 209  | Grevesmühlener Straße 24/26/28      | Reihenhaus mit Garagen und Speicher |                                                                                               |                          |
| 211  | Hermann-Litzendorf-Straße 13        | Wohnhaus |                                                                                               |                          |
| 212  | Hermann-Litzendorf-Straße 21        | Wohnhaus |                                                                                               |                          |
| 213  | (Karte)                             | Kirche (Lübecker Straße) |                                                                                               | Kirche (Lübecker Straße) |
| 214  | Friedensstraße 46 (Karte)           | Kirche, kath. |                                                                                               | Weitere Bilder           |
| 1569 | Kleine Mühlenstraße 5               | Wohnhaus |                                                                                               |                          |
| 242  | Lübecker Straße 2                   | Speicher |                                                                                               |                          |
| 241  | Lübecker Straße 8                   | Wohnhaus m. Wirtschaftsgebäude |                                                                                               |                          |
| 215  | Lübecker Straße 10/12               | Wohnhaus |                                                                                               |                          |
| 216  | Lübecker Straße 11                  | Wohnhaus |                                                                                               |                          |
| 217  | Lübecker Straße 15                  | Wohnhaus |                                                                                               |                          |
| 218  | Lübecker Straße 20                  | Wohnhaus |                                                                                               |                          |
| 219  | Lübecker Straße 21                  | Wohnhaus |                                                                                               |                          |
| 220  | Lübecker Straße 22                  | Wohnhaus mit Scheune |                                                                                               |                          |
| 221  | Lübecker Straße 26                  | Wohnhaus |                                                                                               |                          |
| 223  | Lübecker Straße 33                  | Wohnhaus |                                                                                               |                          |
| 224  | Lübecker Straße 35                  | Wohnhaus |                                                                                               |                          |
| 225  | Lübecker Straße 39                  | Wohnhaus |                                                                                               | Wohnhaus                 |
| 226  | Lübecker Straße 40                  | Wohnhaus |                                                                                               |                          |
| 228  | Lübecker Straße 43                  | Wohnhaus |                                                                                               |                          |
| 1550 | Lübecker Straße 49                  | Schmiede |                                                                                               |                          |
| 229  | Lübecker Straße 50                  | Wohnhaus |                                                                                               |                          |
| 231  | Lübecker Straße 53                  | Wohnhaus |                                                                                               |                          |
| 232  | Lübecker Straße 54                  | Wohnhaus und Hintergebäude |                                                                                               |                          |
| 233  | Lübecker Straße 56                  | Wohnhaus |                                                                                               |                          |
| 234  | Lübecker Straße 58                  | Wohnhaus |                                                                                               |                          |
| 1570 | Lübecker Straße 62                  | Wohn- und Geschäftshaus |                                                                                               |                          |
| 235  | Lübecker Straße 65                  | Wohnhaus |                                                                                               |                          |
| 236  | Lübecker Straße 68                  | Pfarrhaus mit Stall, Garten und Umfassungsmauer |                                                                                               |                          |
| 237  | Lübecker Straße 70                  | Wohnhaus |                                                                                               |                          |
| 238  | Lübecker Straße 72/72a              | Wohnhaus |                                                                                               |                          |
| 239  | Lübecker Straße 74                  | Wohnhaus | Die Altenteilerkate ist das älteste Wohnhaus der Stadt und beherbergt heute ein Heimatmuseun. | Weitere Bilder           |
| 1573 | Lübecker Straße 74a                 | Wohnhaus |                                                                                               |                          |
| 240  | Lübecker Straße 76                  | Wohnhaus |                                                                                               |                          |
|      | Lübecker Straße (Karte)             | Speicher |                                                                                               | Speicher                 |
| 243  | Rudolf-Breitscheid-Straße           | Schule |                                                                                               |                          |

### Barendorf
| ID | Lage         | Bezeichnung       | Beschreibung | Bild |
| -- | ------------ | ----------------- | ------------ | ---- |
| 43 | Seestraße 31 | Gutshaus und Park |              |      |

### Benckendorf
| ID | Lage                  | Bezeichnung                               | Beschreibung | Bild |
| -- | --------------------- | ----------------------------------------- | ------------ | ---- |
| 55 | Am Hof                | Pflasterstraße zur Gutsanlage Johannstorf |              |      |
| 56 | Schulstraße 1 (Karte) | Gutshaus (zwischenzeitlich Schule)        |              |      |

### Feldhusen
| ID  | Lage         | Bezeichnung | Beschreibung | Bild |
| --- | ------------ | ----------- | ------------ | ---- |
| 307 | Buchenweg 22 | Gutshaus    |              |      |

### Harkensee
| ID  | Lage                    | Bezeichnung                                                                        | Beschreibung | Bild                                                                               |
| --- | ----------------------- | ---------------------------------------------------------------------------------- | --- | ---------------------------------------------------------------------------------- |
| 678 | Straße der Freundschaft | Gutsanlage mit Gutshaus, Scheune, Inspektorenhaus, Park und den ehemaligen Ställen | 2-gesch., klassizistischer Putzbau mit Walmdach von um 1830, nach 1945 Wohnhaus und nach 2002 saniert als Ferienwohnanlage. | Gutsanlage mit Gutshaus, Scheune, Inspektorenhaus, Park und den ehemaligen Ställen |
| 680 | Straße nach Barendorf   | Schmiede                                                                           | |                                                                                    |

### Johannstorf
| ID  | Lage    | Bezeichnung                                                      | Beschreibung | Bild                                                             |
| --- | ------- | ---------------------------------------------------------------- | --- | ---------------------------------------------------------------- |
| 728 | (Karte) | Gutsanlage mit Herrenhaus, Park, Torhaus und Wirtschaftsgebäuden | 2-gesch., 11-achs. Ziegelbau mit Sockel mit Mittelrisalit und Mansarddach, vollständig abgebrannt am 1. März 2025 | Gutsanlage mit Herrenhaus, Park, Torhaus und Wirtschaftsgebäuden |

### Kaltenhof
| ID   | Lage            | Bezeichnung                                    | Beschreibung | Bild |
| ---- | --------------- | ---------------------------------------------- | ------------ | ---- |
| 245  | Brennereiweg 17 | Wohnhaus auf dem Gelände einer alten Kiesgrube |              |      |
| 1667 | Brennereiweg    | Gutshaus                                       |              |      |

### Klein Voigtshagen
| ID  | Lage                   | Bezeichnung | Beschreibung | Bild |
| --- | ---------------------- | ----------- | ------------ | ---- |
| 777 | Rankendorfer Straße 28 | Gutshaus    |              |      |

### Lütgenhof
| ID  | Lage     | Bezeichnung                                 | Beschreibung | Bild                                        |
| --- | -------- | ------------------------------------------- | ------------ | ------------------------------------------- |
| 246 | Ulmenweg | Gutshaus mit gärtnerisch gestaltetem Umfeld |              | Gutshaus mit gärtnerisch gestaltetem Umfeld |

### Pötenitz
| ID   | Lage                                    | Bezeichnung                                               | Beschreibung | Bild |
| ---- | --------------------------------------- | --------------------------------------------------------- | ------------ | ---- |
|      | Pötenitzer Wald (Flur 4, Flurstück 117) | ehem. Wachturm                                            |              |      |
| 1075 | Schlossallee                            | Gutsanlage mit Gutshaus, Park, Backsteintor und Gärtnerei |              |      |

### Tankenhagen
| ID   | Lage         | Bezeichnung          | Beschreibung | Bild |
| ---- | ------------ | -------------------- | ------------ | ---- |
| 1402 | Grüner Weg 1 | Büdnerei mit Scheune |              |      |

### Volkstorf
| ID   | Lage             | Bezeichnung | Beschreibung | Bild |
| ---- | ---------------- | ----------- | ------------ | ---- |
| 1442 | Puschkinstraße 3 | Bauernhaus  |              |      |
| 1561 | Puschkinstraße 1 | Bauernhaus  |              |      |

### Wieschendorf
| ID   | Lage | Bezeichnung                                                                                                | Beschreibung | Bild |
| ---- | ---- | --- | ------------ | ---- |
| 1491 |      | Gutsanlage mit Gutshaus, Park, Kuhstall, Pferdestall mit Stellmacherei, Inspektorenhaus, Scheune und Mauer |              |      |

### Wilmstorf
| ID   | Lage                  | Bezeichnung              | Beschreibung | Bild |
| ---- | --------------------- | ------------------------ | ------------ | ---- |
| 1493 | Dorfstraße 11, 15, 16 | Gutshaus mit Pferdestall |              |      |

## Ehemalige Denkmale

### Dassow
| ID  | Lage                         | Bezeichnung | Beschreibung | Bild |
| --- | ---------------------------- | ----------- | ------------ | ---- |
| 203 | Friedensstraße               | Tankstelle  |              |      |
| 208 | Grevesmühlener Straße 13     | Wohnhaus    |              |      |
| 210 | Hermann-Litzendorf-Straße 11 | Wohnhaus    |              |      |
| 222 | Lübecker Straße 31           | Wohnhaus    |              |      |
| 227 | Lübecker Straße 41           | Wohnhaus    |              |      |
| 230 | Lübecker Straße 51           | Wohnhaus    |              |      |
| 244 | Teilgartenstraße 1a/1b/1c    | Wohnhaus    |              |      |

## Quelle
Denkmalliste des Landkreises Nordwestmecklenburg (Stand: 9. November 2023; PDF, 1,2 MByte)